# Калюжный, Иван Васильевич
Ива́н Васи́льевич Калю́жный (30 августа 1858, Лебедин, Харьковская губерния, Российская империя — 15 ноября 1889, Карийская каторга) — русский революционер, член партии «Народная воля». Родной брат Марии Васильевны Калюжной.

## Биография
Родился в семье купца второй гильдии. Приписан к мещан. После окончания Сумской классической гимназии, поступил в Харьковский университет.
В 1878 году арестован за участие в студенческих беспорядках, административно выслан в Вологду. Университет не окончил.
20 марта 1880 года скрылся с места ссылки. Примкнул к партии «Народная Воля». Работал по организации «Красного Креста» партии «Народная воля» вместе с Ю. Богдановичем.
В период с 27 сентября 1881 года по 23 марта 1882 года, проживал со Смирницкой Н. С. в Москве по Прогонному переулку в доме Волковой, где было организовано нелегальное паспортное бюро «Народной воли». 23 марта 1882 года арестован на квартире со Смирницкой.
Судился судом Особого Присутствия Правительствующего Сената с 28 марта по 5 апреля 1883 года на процессе семнадцати народовольцев. Признан виновным и приговорён к 16 годам каторжных работ. Срок каторжных работ отбывал на Карийской каторге.
В связи с телесным наказанием Н. К. Сигиды (Малаксиано), протестуя против физических мер наказания для политических каторжан, принял в числе 16 заключённых мужской тюрьмы яд. Умер 15 ноября 1889 года.

## Жена
- Смирницкая, Надежда Симоновна